# Shedin Peak
Shedin Peak är en bergstopp i Kanada.   Den ligger i provinsen British Columbia, i den centrala delen av landet, 3 700 km väster om huvudstaden Ottawa. Toppen på Shedin Peak är 2 588 meter över havet.
Terrängen runt Shedin Peak är huvudsakligen bergig, men åt sydost är den kuperad. Shedin Peak är den högsta punkten i trakten. Trakten runt Shedin Peak är nära nog obefolkad, med mindre än två invånare per kvadratkilometer.. Det finns inga samhällen i närheten.
Trakten runt Shedin Peak består i huvudsak av gräsmarker.